# Derocheilocaris angolensis
Derocheilocaris angolensis is een kreeftachtigensoort uit de familie van de Derocheilocarididae. De wetenschappelijke naam van de soort is voor het eerst geldig gepubliceerd in 1972 door Hessler.